# Demian Bedny
Compléments
Union des écrivains soviétiques
Demian Bedny (en russe : Демьян Бедный, litt. « Damien le Pauvre ») est le nom de plume de Efim Alekseïevitch Pridvorov (Ефим Алексеевич Придворов), écrivain, journaliste et poète soviétique, né le 1er avril 1883 (13 avril 1883 dans le calendrier grégorien) à Goubivka (uk), Gouvernement de Kherson, Empire russe et mort le 25 mai 1945 à Moscou, URSS.

## Biographie
Fils naturel d'un grand-duc selon l'Histoire de la littérature russe soviétique écrite par Marc Slonim, Mary Fretz et Roger Stuvéras, il est né dans une famille pauvre de paysans qui habitaient le village de Goubovka près d'Alexandriia, aujourd'hui dans l'oblast de Kirovohrad. Il ne prit le pseudonyme Demian Bedny, « Damien le Pauvre », qu'en 1911, après la publication de son poème éponyme.
Il fréquenta l'école primaire de son village puis de 1896 à 1900, suivit une formation à l'école de santé militaire de Kiev en vue d'être feldsher (en), c'est-à-dire professionnel de santé dans un service médical rural. C'est en 1899, à 16 ans, que ses premiers vers furent publiés dans le journal La Parole de Kiev. Ayant terminé sa formation, il effectua quatre années de service militaire et en 1904 il entra à la faculté de philologie de l'université de Saint-Pétersbourg où il étudia pendant quatre ans les lettres et l'histoire. En cette période et en ce lieu, il était aux premières loges pour assister puis pour participer comme la plupart des étudiants aux événements révolutionnaires de 1905 d'autant plus qu'il écrivait déjà depuis un certain temps dans la presse socialiste où son esprit mettait dans l'embarras la censure tsariste.
À partir de 1911, il commença à être publié dans la presse bolchévique, la Pravda, (la Vérité), et Zvezda (L'Étoile), avec Vladimir Bontch-Brouïevitch qui devait devenir secrétaire de Lénine en 1917. Il y illustra des slogans dans des fables et c'est la même année après avoir écrit De Demian Bedny qu'il adopta définitivement son pseudonyme. En 1912, il adhéra au Parti ouvrier social-démocrate de Russie, fraction bolchévique, et commença à correspondre régulièrement avec Lénine qui devint un ami, un appui dont il fut un partisan jusqu'à la mort du leader révolutionnaire en 1924. En 1913, un recueil rassemblant ses écrits fut publié ayant pour titre Fables.
De 1914 à 1917, pendant la Première Guerre mondiale il fut mobilisé dans les services de santé de l'armée et fut décoré. De 1918 à 1921 pendant la Guerre civile russe qui suivit, il fut un ardent défenseur de la cause bolchévique, écrivant des lignes du front pour l'agitprop. En 1919 notamment, il compose à la demande de Trotski un poème qu'il va déclamer personnellement devant les troupes de défenseurs de Pétrograd. Comme on peut le lire dans l'Histoire de la littérature russe soviétique déjà citée « Ses courtes pièces satiriques, ses fables, ses rengaines de propagande, où il commentait l'actualité et les slogans du Parti dans le style simple et accessible des chansons populaires et des couplets d'atelier, faisaient le délice des soldats de l'Armée rouge et des ouvriers. Leur rude franchise, leur esprit bon marché, leurs exagérations satiriques et leurs attaques contre les capitalistes et les hommes d'État occidentaux trouvèrent un large écho parmi les masses ». Pour ses contributions efficaces, il fut décoré de l'Ordre du Drapeau rouge en 1923.
Avec une telle popularité, avec l'amitié de Lénine à qui il vouait un véritable culte si l'on en juge par le poème qu'il écrivit le 1er mai 1918, avec le soutien de Trotski qui salua sa véhémence, sa haine, sa combativité et manifesta sa chaleureuse approbation dans Littérature et Révolution en 1924, avec la confiance de Staline qui lui adressa une lettre de félicitations le 15 juillet 1924 pour ne citer que ces exemples, il acquit une grande importance dans les sphères du pouvoir. Il faisait partie de rares représentants de l'intelligentsia pouvant approcher Staline. On lui attribua une pension, un grand appartement luxueux au Kremlin où il accueillait des personnages importants et où il entassa 30 000 livres car chaque fois qu'un livre était édité en URSS il en recevait un exemplaire, constituant ainsi une des plus grandes bibliothèques privées de l'URSS. Staline qui aimait la lecture venait parfois lui en emprunter.
Le poète construisit confortablement  son aura et par delà intensifia ses activités :
- Le 7 novembre 1920, il fut invité à Moscou à la réunion des participants à la Révolution d'Octobre à Pétrograd pour échanger en présence de Trotsky et d'autres révolutionnaires des souvenirs sur les événements car comme il n'y avait pas de traces sténographiées des discours et des débats, il fallait pour l'histoire reconstituer certains faits.
- Les 9 et 10 mai 1924, il participa à la réunion consultative près de la section de presse du Comité Central dite « réunion de mai » sur la politique du parti dans les années 1920 où il essaya, sans ménagements, de déconsidérer Alexandre Voronski et Boris Pilniak au profit de Nikolaï Boukharine partisan d'une politique prolétarienne.
- En 1925, le parti communiste soviétique prit la résolution de renommer la ville de Spassk (oblast de Penza), Bednodemianovsk en son honneur car, bien que n'y ayant jamais mis les pieds, il entretenait une correspondance active avec ses habitants. Elle gardera ce nom jusqu'en 2005.
- Ses vers étaient parfois imprimés sur des affiches de propagande; par exemple lors d'une campagne antialcoolique en 1930, on en trouve sous une illustration de Victor Deni, artiste en vogue à l'époque.
- On put retrouver ses slogans sur des cartes postales: une illustrée par Popov fut tirée à 400 000 exemplaires!
- C'est encore lui à qui on pensa pour écrire en 1929 le texte choral de la 3e symphonie de Dmitri Chostakovitch.
- Il était bien sûr à l'enterrement de Vladimir Maïakovski le 28 avril 1930, qui s'était suicidé, ce qui était tout à fait contraire à l'éthique communiste et ce qui était un mauvais exemple pour la jeunesse. Il trouva les mots pour que le malheureux garde l'estime et l'admiration de ses compatriotes.
- Il pouvait aussi être critique de cinéma: en 1930 lors de la sortie du film d'Alexandre Dovjenko, La Terre, il mit en lumière le contenu ambigu du film sur le plan idéologique.
- Il contribua aussi au music-hall; en 1932 il utilisa la parodie et l'ironie pour Comment la 14e division alla au paradis.
- Le 8 août 1934, en tant qu'élu, il fit partie du présidium au 1er congrès des écrivains soviétiques présidé par Maxime Gorki.

Toute cette activité, cette notoriété, cette omniprésence, firent qu'en 1933 il fut décoré de l'Ordre de Lénine
Officiellement considéré comme le plus grand « poète prolétaire » ou l'« esprit du peuple » selon Pasternak, des intellectuels et des artistes bénéficièrent, pendant un certain temps, de son immense pouvoir. Une amitié chaleureuse née à Saint-Pétersbourg le liait à Marc Chagall qui réussit à émigrer à l'étranger, en 1928?, grâce à son aide et à celle de Maxime Gorki. De même il osa aider Mandelstam lorsque celui-ci eut sa première « engueulade » avec Staline en 1933?
Trotski de bonne heure prophétisa que le succès de Bedny ne pouvait pas être durable et que sa valeur littéraire était surfaite. Ses critiques devinrent plus virulentes lors de sa disgrâce et Demian Bedny ne fut pas en reste pour lui répondre. Sans doute le mode de vie dont il bénéficiait l'avait éloigné du prolétariat et il se mit à écrire des poèmes moins flatteurs pour le petit peuple où il déplorait par exemple la baisse de la production de charbon dans le Donbass ou la torpeur des russes inspirée par un accident de train dû à la négligence d'un aiguilleur. En revanche, l'idéologie du Petit père des peuples se rapprocha de l'idéologie populaire comme le sous-entendait la périphrase qui désignait Staline comme un nouveau tsar. On en revint à exalter les héros du passé, Pierre le Grand, Ivan le Terrible, et lorsque Staline lut les poèmes qui critiquaient le prolétariat il lui écrivit pour lui exprimer son vif mécontentement. La goutte d'eau qui fit déborder le vase fut lorsqu'il écrivit en 1936 le livret de l'opéra-comique Les Preux où il ridiculisait la pacotille des légendes russes, leurs chevaliers ivrognes, etc. Molotov qui assistait à la représentation, bien que connaissant certainement le style habituel de l'auteur, fut outré. Les sanctions suivirent. En 1938, son sort était réglé : la pièce fut retirée, Demian Bedny fut privé de son appartement du Kremlin, exclu du Parti communiste, mis à la porte de l'union des écrivains, et interdit de publication. Il en fut contraint à vendre des livres de sa bibliothèque pour assurer sa subsistance, mais il ne fut pas exécuté ni déporté, malgré les terribles purges de l'époque.
En 1941, on fit de nouveau appel à lui lors de l'invasion de la patrie par les troupes « teutonnes » et son talent lui fit retrouver progressivement une certaine faveur auprès de Staline, mais il ne retrouva pas le succès qu'il avait eu auparavant. En 1945, il composa un poème pour célébrer la victoire soviétique qui fut publié dans la Pravda du 9 mai 1945. Mais, deux semaines plus tard, il s'éteignit et fut enterré au cimetière de Novodiévitchi.
C'était le poète préféré de Nikita Khrouchtchev et lorsque ce dernier avec les responsables du Parti communiste ont tenté, en 1963, de relancer son œuvre pour contrecarrer les formalistes le public ne suivit pas.

## Divers
- Demian Bedny aurait assisté à l'exécution de Fanny Kaplan[5]
- Adresse de 1933 à 1943 : 16 boulevard de la Nativité (appartement dans l'ancien hôtel particulier Karamychev).

## Œuvres
- Avertissements : Peut-être certains titres sont des titres d'œuvres qui figurent dans des anthologies éditées sous un autre titre. D'autre part ces œuvres n'ont guère été traduites en français donc la plupart des titres sont une traduction d'éditions en langues non francophones.
- 1911 : De Demian Bedny
- 1917 : De la Terre, de la liberté, des travailleurs où il chante l'insurrection
- 1918 : Dire "au revoir", paroles d'une chanson de l'armée rouge
- 1918 : Skazka ô pope Pankrati, fable adaptée au cinéma par Nikolaï Preobrajenski et Alexandre Arkatov
- 1918 : Au Chef, poème dithyrambique dédié à Vladimir Ilitch Lénine à l'occasion du 1er mai
- 1919 : Chansons du passé
- 1920 : Fables illustrées par Konstantin Fridberg
- 1920 : La Terre promise, poème antireligieux
- 1921 : Tsar Andron
- 1922 : Grand Rue sur la guerre civile et le prolétariat vainqueur
- 1925 : L'Évangile selon Demian, poème anti religieux
- 1926 : Tout a une fin
- 1928 : Épigrammes, blagues, improvisations
- 1930 : Livre de propagande soviétique, illustré par les Kukryniksy
- 1931 : On Tiendra où il chante la collectivisation et l'industrialisation
- 1932 : Comment la 14e division alla au paradis au music-hall
- 1932 : Sur la Moscova, poème qui devient les paroles d'une chanson mise en musique par Vsevolod Zaderatski
- 1932 : La Chanson du voyou en l'honneur de son couteau, poème qui devient les paroles d'une chanson mise en musique par Vsevolod Zaderatski
- 1936 : Sans Pitié poème daté du 21 août
- 1936 : Les Guerriers, livret d'opéra
- 1937 : Nous avons abordé l'ennemi : cruelle conséquence
- 1941 : Je crois en mon peuple
- 1941 : Zavgordniy Stépan
- 1943 : Le loup moraliste
- 1945 : poème célébrant la victoire publié dans la Pravda le 9 mai

Dates non trouvées :
- Le nouveau testament sans défauts, poème anti-religieux
- Le Vieil homme, paroles d'une chanson